# جواد ملک‌پور
جواد ملک‌پور  از سیاستمداران ایرانی بود، که در دوره‌ پانزدهم بعنوان نماینده شیراز  در مجلس شورای ملی حضور داشت.